# Lee Bowman
Lee Bowman (Cincinnati, 28 dicembre 1914 – Brentwood, 25 dicembre 1979) è stato un attore statunitense.

## Biografia
Nato a Cincinnati da Luther Lee Bowman ed Elizabeth Pringle Fauntleroy, Lee Bowman si diplomò all'Accademia Americana di Arti Drammatiche nel 1936 e iniziò la sua carriera sul grande schermo con un piccolo ruolo in Swing High, Swing Low (1937). Dopo una serie di brevi apparizioni non accreditate, apparve in numerose commedie di successo come Un colpo di fortuna (1937), Vacanze d'amore (1938), Maschere di lusso (1942), in melodrammi come Un grande amore (1939), e in polizieschi come Delitto al microscopio (1942).
Tra le sue migliori interpretazioni sono da ricordare quelle nei musical Fascino (1944) e Stanotte e ogni notte (1945), entrambi accanto a Rita Hayworth, il primo nei panni di Noel Wheaton, un ricco e noioso corteggiatore, il secondo nelle vesti di Paul Lundy, un ufficiale della R.A.F. innamorato di una ballerina (la Hayworth) nella Londra devastata dai bombardamenti; tra le altre partecipazioni, quelle nel film bellico Bataan (1943), con Robert Taylor, nel dramma Una donna distrusse (1947), con Susan Hayward, e nel noir Bassa marea (1950), con Louis Hayward e Jane Wyatt.
Dall'inizio degli anni cinquanta Bowman si affermò anche come attore televisivo, interpretando lo scrittore e detective Ellery Queen nella serie The Adventures of Ellery Queen (1950-1952), comparendo più volte come ospite nello show Robert Montgomery Presents (1950-1956), e impersonando l'investigatore Jeff Thompson nella serie Miami Undercover (1961), nella quale recitò accanto all'ex campione di boxe Rocky Graziano. Durante gli anni sessanta Bowman iniziò a diradare l'attività artistica, comparendo una sola volta sul grande schermo nella commedia Scandalo in società (1964) e limitandosi a sporadiche apparizioni televisive nelle serie Indirizzo permanente (1962), Il fuggiasco (1964) e Al banco della difesa (1968).
Giunto alla fine della sua carriera di attore, Bowman diventò uno dei pionieri nello sviluppo di training specifici sulle tecniche di comunicazione per il gruppo dirigente repubblicano a Washington. Dal 1974 fino alla morte ricoprì la carica di presidente del consiglio di amministrazione del Kingstree Group, un'azienda di livello internazionale specializzata in consulenze sulle tecniche di comunicazione a leader politici e manager di tutto il mondo. Durante la sua permanenza nel Gruppo Kingstree, Bowman sviluppò e applicò l'approccio di tipo "conversazionale" alla comunicazione verbale, una tecnica tuttora considerata di immediato impatto e successo nell'ambito delle presentazioni pubbliche, sia politiche che prettamente d'affari, nelle interviste sui comuni mass media.
Lee Bowman morì a Brentwood, Los Angeles (California) il 25 dicembre 1979), per un attacco cardiaco, tre giorni prima del suo sessantacinquesimo compleanno.

## Filmografia

### Cinema
- Clarence, regia di George Archainbaud (1937) (non accreditato)
- Swing High, Swing Low, regia di Mitchell Leisen (1937) (non accreditato)
- La figlia perduta (Internes Can't Take Money), regia di Alfred Santell (1937)
- Incontro a Parigi (I Met Him in Paris), regia di Wesley Ruggles (1937)
- The Last Train from Madrid, regia di James P. Hogan (1937)
- Un colpo di fortuna (Easy Living), regia di Mitchell Leisen (1937) (non accreditato)
- Sophie Lang Goes West, regia di Charles Reisner (1937)
- This Way Please, regia di Robert Florey (1937)
- The First Hundred Years, regia di Richard Thorpe (1938)
- Vacanze d'amore (Having Wonderful Time), regia di Alfred Santell (1938)
- A Man to Remember, regia di Garson Kanin (1938)
- Tarnished Angel, regia di Leslie Goodwins (1938)
- Next Time I Marry, regia di Garson Kanin (1938)
- Un grande amore (Love Affair), regia di Leo McCarey (1939)
- Society Lawyer, regia di Edwin L. Marin (1939)
- Che succede a San Francisco? (The Lady and the Mob), regia di Benjamin Stoloff (1939)
- Stronger Than Desire, regia di Leslie Fenton (1939)
- Miracles for Sale, regia di Tod Browning (1939)
- Dancing Co-Ed, regia di S. Sylvan Simon (1939)
- Fast and Furious, regia di Busby Berkeley (1939)
- The Great Victor Herbert, regia di Andrew L. Stone (1939)
- Lo stalliere e la granduchessa (Florian), regia di Edwin L. Marin (1940)
- Gold Rush Maisie, regia di Edwin L. Marin (1940)
- Avventura nel Wyoming (Wyoming), regia di Richard Thorpe (1940)
- Wapakoneta (Third Finger, Left Hand), regia di Robert Z. Leonard (1940)
- I cowboys del deserto (Go West), regia di Edward Buzzell (1940) (non accreditato)
- Gianni e Pinotto reclute (Buck Privates), regia di Arthur Lubin (1941)
- Una moglie modello (Model Wife), regia di Leigh Jason (1941)
- Washington Melodrama, regia di S. Sylvan Simon (1941)
- Married Bachelor, regia di Edward Buzzell (1941)
- Scandalo premeditato (Design for Scandal), regia di Norman Taurog (1941)
- Delitto al microscopio (Kid Glove Killer), regia di Fred Zinnemann (1942)
- Maschere di lusso (We Were Dancing), regia di Robert Z. Leonard (1942)
- Pacific Rendezvous, regia di George Sidney (1942)
- Tish, regia di S. Sylvan Simon (1942)
- Three Hearts for Julia, regia di Richard Thorpe (1943)
- Bataan, regia di Tay Garnett (1943)
- Fascino (Cover Girl), regia di Charles Vidor (1944)
- Nella camera di Mabel (Up in Mabel's Room), regia di Allan Dwan (1944)
- Anni impazienti (The Impatient Years), regia di Irving Cummings (1944)
- Stanotte e ogni notte (Tonight and Every Night), regia di Victor Saville (1945)
- Non volle dir sì (She Wouldn't Say Yes), regia di Alexander Hall (1945)
- …e le mura caddero (The Walls Came Tumbling Down), regia di Lothar Mendes (1946)
- Una donna distrusse (Smash-Up: The Story of a Woman), regia di Stuart Heisler (1947)
- Musica per i tuoi sogni (My Dream Is Yours), regia di Michael Curtiz (1949)
- There's a Girl in My Heart, regia di Arthur Dreifuss (1949)
- Bassa marea (House By the River), regia di Fritz Lang (1950)
- Scandalo in società (Youngblood Hawke), regia di Delmer Daves (1964)

### Televisione
- The Adventures of Ellery Queen – serie TV, 72 episodi (1952)
- Lux Video Theatre – serie TV, 3 episodi (1951-1956)
- Robert Montgomery Presents – serie TV, 8 episodi (1950-1956)
- Stage 7 – serie TV, episodio 1x12 (1955)
- Miami Undercover – serie TV, un episodio (1961)
- Indirizzo permanente (77 Sunset Strip) – serie TV, episodio 5x04 (1962)
- Il fuggiasco (The Fugitive) – serie TV, un episodio (1964)
- Al banco della difesa (Judd for the Defense) – serie TV, 2 episodi (1968)

## Doppiatori italiani
- Giorgio Capecchi in Bataan
- Ivo Garrani in Delitto al microscopio
- Sandro Ruffini in Bassa marea